# العجوز والمرحاض
العجوز والمرحاض (بالإنجليزية:The Old Man and the Seat)هي الحلقة الثانية من الموسم الرابع من مسلسل الرسوم المتحركة التليفزيوني من إنتاج أدلت سويم «ريك ومورتي». كتب الحلقة مايكل والدرون وأخرجها جاكوب هير، وهو يتكيف بشكل فضفاض مع الشيخ والبحر بواسطة إرنست همنغواي، وتم بث الحلقة في الولايات المتحدة في 17 تشرين الثاني 2019

## الحبكة
يقدم متدرب فضائي يُدعى جلوتي وجبة الإفطار إلى عائلة سميث، وغالباً ما يطلب المساعدة في تطوير تطبيق جوال، على الرغم من أن ريك قد رسم وشم «عدم تطوير تطبيقي» على جبين جلوتي. نظرًا لأن ريك يبرر نفسه ويغادر في مغامرة فردية، والتي تعتقد سمر أنه يتغوط، فإن جيري فضولي ويعرض تطوير تطبيق جلوتي. ينتقل تطبيق جلوتي وجيري إلى الإنترنت، مما يثير حفيظة مورتي. تبين أن التطبيق، المسمى "Lovefinderrz", هو تطبيق مواعدة يغري مستخدميه لتحويل انتباههم الكامل إلى العثور على حبهم الحقيقي. تتخلى سمر عن بيث في غداءهم من أجل موعدها، مما يؤدي إلى معركة بين الاثنتين.
عند رؤية الفوضى المنتشرة على نطاق واسع، يدرك جيري خطأه وينضم إلى مورتي في مطالبة جلوتي بإزالة التطبيق. يقودهم جلوتي إلى وطنه الأم، حيث يلتقون بزعيم الكائنات الفضائية، الذي يوبخ عدم كفاءة البشرية في إتقان الحب ويصرح أن التطبيق هو إلهاء لسرقة موارد المياه على الأرض. تطارد بيث إبنتها سمر، التي تغير باستمرار توأم روحها مع التطبيق، بينما يتم القبض على جيري ومورتي. تمكن جيري من إقناع جلوتي بجعل التطبيق في وضع عدم الاتصال، مما يظهر تشابههما في عدم القدرة على العثور على تطابق. بينما يعاقب مورتي جيري بشأن قراراته، يضع جلوتي جدارًا إعلانيًا على التطبيق، مما دفع سمر والآخرين إلى حذف التطبيق واستئناف حياتهم.
يسافر ريك إلى مرحاض خاص ذو مناظر خلابة. اكتشف أنه تم اختراقها، قام بتعقب قاطع الطريق، الذي يدعى توني. على الرغم من تحذيرات ريك، يواصل توني استخدام المرحاض، تاركًا ريك يعاقبه باستخدام مادة كيميائية تسمى "Globafin" ليضعه في محاكاة مثالية مليئة بالمرحاض للسماء قبل طرده. بينما يعطيه ريك تحذيرًا أخيرًا، يوبخه توني بشأن مشكلات التحكم لديه وينصح الصداقة. يُعد "ريك'' إجراءً دفاعياً على المرحاض مصمماً لإذلال مستخدمه المستقبلي. عند زيارة مكتب توني، اكتشف من مساعده أن توني استقال من وظيفته وتوفي في حادث تزلج، بعد أن كان ينوي أن يعيش الحياة على أكمل وجه. يشعر بالذنب، يحضر ريك جنازة توني، ثم يعود إلى المرحاض ويجلس على المرحاض، الذي يولد حشداً من ريكس المجسم الذين يوبخون "توني" ووحدته.
في مشهد ما بعد إنتهاء الحلقة، يستهلك جيري بعضاً من Globafin ويرى واقعه المثالي: نفسه كرجل توصيل زجاجات مياه مختص.

## الإنتاج والكتابة
«العجوز والمرحاض» كتبه مايكل والدرون وأخرجها جاكوب هير. تظهر الحلقة الممثلين الضيوف سام نيل كقائدة مونوجاترون، كاثلين تورنر كزوجته جيفري رايت في دور توني، والمخرج تايكا وايتيتي في دور جلوتي. شيري شيبرد التي عبرت عن القاضي في الحلقة السابقة عادت للمسلسل بصوت زوجة توني. تم إصدار معاينة للحلقة في 19 تموز 2019.

### الفكرة الأساسية
في مراجعة أجرتها إنترتينمنت ويكلي, يفترض عمر سانشيز أن عنوان الحلقة يأتي بعد فيلم 2018 The Old Man وthe Gun, حيث تقوم الشخصية الرئيسية (التي قام بتصويرها روبرت ريدفورد) في عملية سرقة وتحدث عن نفسه الأصغر والأشهر. البيان الأخير الذي يدلي به، مع ملاحظة تشابه الشخصية الرئيسية مع ريك، الذي لاحظوا أنه فقد وكالته داخل أسرة سميث. نيويورك لاحظ ' ليز شانون ميلر أن الحلقة يستكشف أساسا موضوعات الشعور بالوحدة والعزلة. عنوان الحلقة ينسب العنوان ليكون إشارة إلى الشيخ والبحر لإرنست همنغواي، حيث يكافح رجل عجوز، يتضاءل في قدراته، للقبض على مارلن عملاق.
تقدم الحلقة أيضًا مادة "Globafin" الكيميائية، التي تدخل إلى دماغ الشخص وتخلق محاكاة تشبه ذا ماتريكس للسماء المثالية لذلك الشخص. في تحليل من قبل آي جي إن جيسي شيدين، كتب أن السماء جيري المطلوب على نحو كاف يعرض له كحرف الذي يكافح باستمرار مشاعره الخاصة بالنقص ويرثي له البطالة المزمنة.

## الاستقبال

### البث والتقييمات
تم بث الحلقة بواسطة أدلت سويم في 17 تشرين الثاني 2019. وفقاُ لنيلسن ميديا ريسيرش، تمت مشاهدة «العجوز والمرحاض» من قبل 1.66 مليون مشاهد منزلي في الولايات المتحدة وحصل على تقييم 0.97 بين الفئة العمرية 18-49 للبالغين، مما يجعلها الحلقة الأقل تصنيفاً من المسلسل (باستثناء العرض الأول للموسم الثالث غير المعلن عنه) منذ الموسم الأول «انتقام» ريك"".

### استجابة حرجة
إيه. في. كلوب أعطى ' زاك Handlen الحلقة على "B +" تصنيف والكتابة أنه «في حين أن النتيجة النهائية هي جميلة مضحك ومتماسكة موضوعيا»، ورأى أيضا أنها مجرد «قليلا تحت ذلك». منحت مجلة Entertainment Weekly الحلقة في التصنيف "A". منحها ستيف غرين من اندي واير تصنيف "B-", ووصفها بأنها «تعادل إزعاجًا خفيفًا», مشيرًا إلى أن «تعزيز بعض الأفكار القديمة، وسعى ريك للحصول على الخصوصية المطلقة وتطبيق المواعدة المستعبِد للعالم كله، هي أساس واهٍ لحلقة متكررة». أعطتها Liz Shannon Miller من Vulture تقييمًا بثلاثة من أصل خمسة نجوم، وكتبت أنه «من أبسط الإعدادات تأتي، مرة أخرى، مغامرة ريك ومورتي التي تتلاشى تمامًا في نفس الوقت حتى في الوقت الذي تكشف فيه أعمق رثاءها الشخصيات.» في مراجعة لـ Den of Geek, أشاد جو مطر بالمقترنات غير العادية لبيث وسامر، وجيري ومورتي، وريك وحده مع نفسه على أنه «في الغالب بشكل جيد للغاية». وصف Ray Flook من Bleeding Cool مفهومه بأنه يجمع بين الضربة العاطفية في نهاية حلقة الموسم الثاني "Auto Erotic Assimilation" مع السخرية الاجتماعية التي تقطع بالمنشار الموجودة في «جرعة "ريك" السحرية رقم 9» وأي من «برنامج "ريك" التلفزيوني».